# Ignite (K-391)
Ignite è un singolo produttore musicale norvegese K-391 in collaborazione con il DJ norvegese Alan Walker, la cantante norvegese Julie Bergan e il cantante sudcoreano Seungri, pubblicato l'11 maggio 2018.

## Traccia
1. Ignite – 3:30